# Хволес, Рафаэль Моисеевич
Рафаэль Моисеевич Хволес (1913—2002) — польский и французский художник. Создал уникальный корпус работ, посвящённых городским пейзажам Вильнюса, в особенности его еврейских районов, после окончания Второй мировой войны и Холокоста.

## Биография
Родился 25 апреля 1913 года в Вильне. Получил начальное еврейское религиозное образование, затем учился в еврейской гимназии, которую закончил в 1930 году. Брал частные уроки у художников Моисея Лейбовского (1876—1942), Александра Штурмана (1869—1944) и Бера Залкинда (1879—1944), посещал вечерние занятия в учреждённой Вильнюсским обществом художников Школе художественных ремёсел, которую окончил в 1934 году. После создания в 1929 году группой еврейских литераторов и художников объединения «Юнге Вильне» [«Юная Вильна» (идиш)], Р. М. Хволес включился в его деятельность, стремясь соединить национальное и иудейское религиозное наследие с модернистскими тенденциями в искусстве. В 1933 году Р. М. Хволес дебютировал на выставке молодых художников Вильнюса. В 1935 году на выставке группы «Юнге Вильне» его работа «Бездомный мальчик» была удостоена награды за лучший портрет. С 1936 г. участвовал в деятельности Общества вильнюсских еврейских художников, входил в состав его правления. В 1938 г. в Вильнюсе прошла его первая персональная выставка, на которой были представлены около ста работ, ни одна из которых не сохранилась. Преподавал рисование в еврейских школах, а после оккупации части территории Польши Советским Союзом в 1940 году стал директором школы изобразительного искусства при Доме народного творчества в городе Вилейке.
В момент нападения Германии на Советский Союз в июне 1941 года находился в Минске, откуда успел эвакуироваться в Горьковскую (ныне — Нижегородская) область, где входил в состав строительного железнодорожного батальона; его беременная жена Марианна была схвачена нацистами по дороге из Вильнюса в Минск и погибла. Сам он в 1942 г. обосновался в посёлке Красные Баки на берегу реки Ветлуга, где оформлял мероприятия, проходившие в Доме культуры, рисовал декорации, а также писал по фотографиям портреты погибших воинов. Там же он женился на эвакуированной москвичке Марии Пономаревой, в 1944 г. родился их старший сын Александр. После краткосрочного пребывания в Москве в 1945 г. Рафаэль Хволес вернулся в Вильнюс, где узнал, что его родители Моше (1888—1942) и Хава-Лея (1896—1942) и три сестры были убиты нацистами. С тех пор развалины родного города, особенно еврейского квартала, его улочки и дворы стали основным мотивом творчества Р. М. Хволеса. Созданный им цикл работ «Вильнюсское гетто» является уникальным художественно-историческим и этнографическим документом. В 1951 г. был принят в Союз художников СССР. В 1944—1956 гг. проживал в Вильнюсе по адресу ул. Тилто 13, там же в 1951 г. родился младший сын художника, Милий; в честь Р. М. Хволеса на этом доме 24 августа 2004 году была установлена мемориальная доска.
В 1959 году репатриировался в Польшу, где продолжал писать картины и акварели, рисовал афиши для театра и кино, создал цикл монотипий (в этой технике — оттиск на бумаги с изображения, нанесённого краской на гладкую поверхность стекла — он много работал, начиная с 1958 года) «Библейские мотивы», иллюстрировал еврейские книги. В Польше прошёл ряд персональных выставок художника, в 1964 году он был избран председателем комиссии по культуре Общественно-культурного общества евреев Польши (Towarzystwo Społeczno-Kulturalne Żydów w Polsce, TSKŻ). При поддержке Американского еврейского объединенного распределительного комитета путешествовал по Испании и Марокко, где, в частности, создал ряд зарисовок синагог и их прихожан. В связи с резким изменением отношения польских властей к еврейской общественно-культурной жизни в конце 1960-х годов принял решение покинуть Польшу.
С 1969 года постоянно жил в Париже. Участвовал во многих выставках как во Франции, так и в США и Канаде. В 1983 году в связи с пятидесятилетием творческой деятельности был удостоен медали города Парижа. Регулярно бывал в Израиле, где с 1957 г. жили две сестры художника; там в 1986—1987 гг. в иерусалимском Центре Катастрофы и героизма Яд ва’Шем и в Музее борцов гетто прошли его последние прижизненные персональные выставки. В Израиле в 1994 г. был удостоен премии им. Ицика Мангера за заслуги в сохранении и развитии идишской культуры, а в 1995 г. — премии, присуждаемой деятелям идишской культуры Домом им. Шолом-Алейхема (в этом Доме был установлен большой витраж «Память», выполненный по его проекту). Ушел из жизни в Париже 31 марта 2002 г.
В 2004, 2009 и 2012 годах в Вильнюсе посмертно прошли три персональные выставки художника. В Литве, Израиле, Польше и Франции изданы два монографических альбома, несколько буклетов и набор открыток, посвящённых его творчеству.